# キジ
キジ（雉子、雉）は、キジ目キジ科キジ属に分類される鳥類。日本産の個体群のみで独立種 P. versicolor とする説と、ユーラシア大陸に分布するコウライキジ P. colchicus の亜種とする説があり、後者の説に従うと P. colchicus の和名がキジとなり本種のみでキジ属を構成する。日本鳥学会などでは2012年現在、Clements Checklistでは2015年現在は後者（キジは日本やユーラシア大陸広域に分布する単一種）の説を採用している。以下の内容はIOC World Bird ListおよびBirdlife International（IUCN）などが2015年現在に採用している前者の説（キジは日本にのみ分布する独立種）に従ったものと思われる。
日本鳥学会が選定した国鳥であるとともに、国内の多くの自治体でも「市町村の鳥」に指定されている。種小名の versicolor は、ラテン語で「色変わりの」を意味する。日本の古語では「雉子（きぎす）」（10世紀前半成立の『和名類聚抄』巻十八「羽族名」での表記は、「木々須」と記す）。
キジやコウライキジは世界中で主要な狩猟鳥とされ、キジ肉は食用でもある。

## 分布
日本では北海道と対馬、トカラ列島以南の南西諸島を除く本州、四国、九州とその周辺離島に留鳥として分布している。日本には、東北地方（下北半島の林縁まで）に生息するキタキジ、本州・四国の大部分に生息するトウカイキジ、三浦、伊豆、紀伊半島、種子島、屋久島などに局地的に生息するシマキジ、九州に生息するキュウシュウキジの4亜種が自然分布している。また、ユーラシア大陸が原産地であるコウライキジが、本州・四国・九州の一部や大隅諸島に、キジが生息していなかった北海道、対馬、琉球諸島などに狩猟目的で放鳥され、野生化している。

## 形態

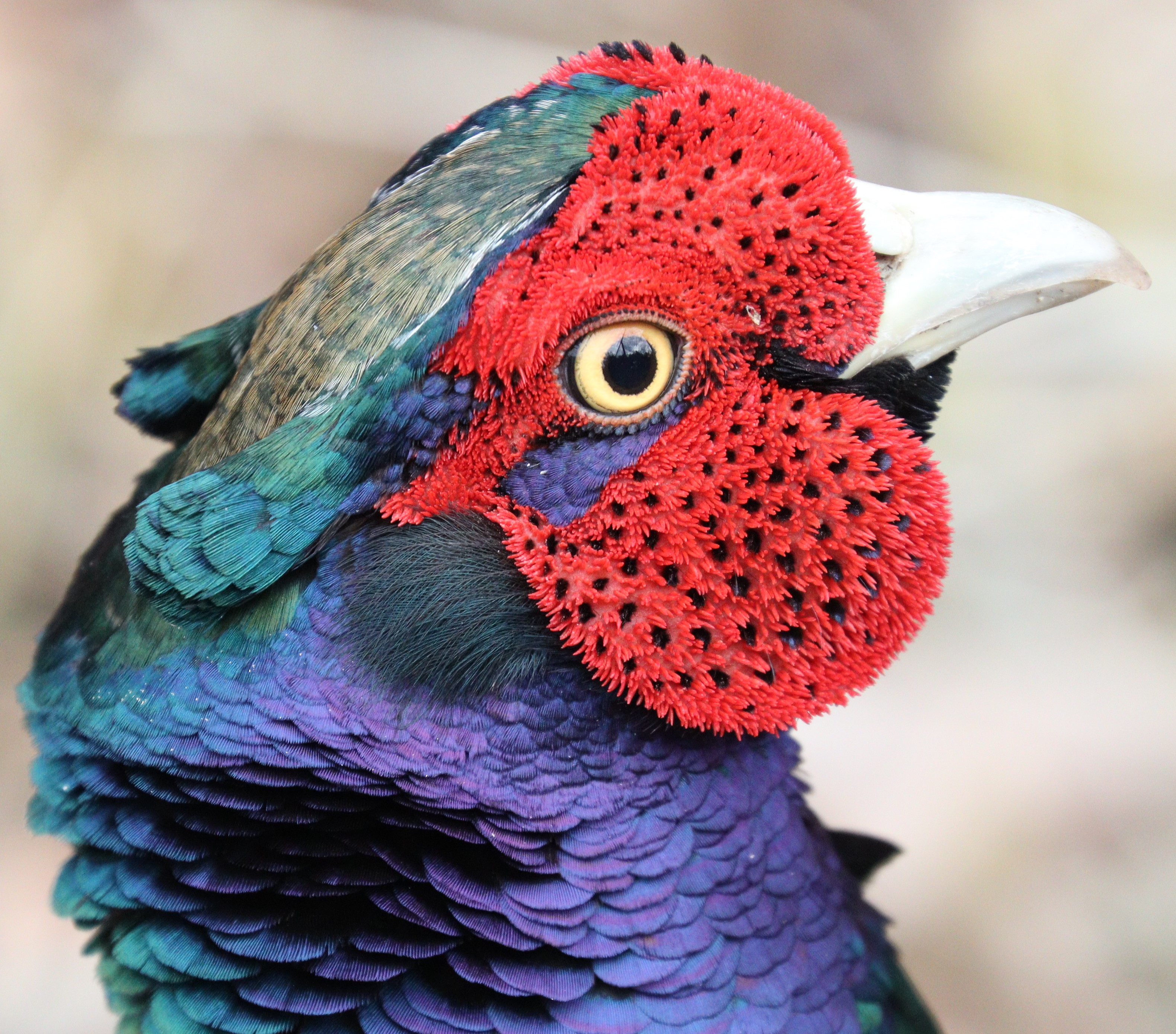
オスの頭部(繁殖期)

全長オスが81 cmほど、メスが58 cmほど。翼開長は77 cmほど。体重はオスが0.8-1.1 kg、メスが0.6-0.9 kg。コウライキジではもう少し大きくなる。オスは翼と尾羽を除く体色が全体的に美しい緑色をしており、頭部の羽毛は青緑色で、目の周りに赤い肉垂がある。背に褐色の斑がある濃い茶色の部分があり、翼と尾羽は茶褐色。メスは全体的に茶褐色で、ヤマドリのメスに似ているが、ヤマドリメスより白っぽい色をしており、尾羽は長い。コウライキジのオスは首に白い模様があり、冠羽と体色が全体的に茶褐色である。その他亜種間による細部の差異があるが、もともとメスや雛ではコウライキジも含め識別が困難であったこともあり、後述の通り現在では亜種間の交雑が進み、現在はオスも含めて識別が困難な状況になっている。キジとコウライキジの交雑個体としては、コウライキジのように体色が茶褐色であるが、コウライキジに特徴的な首輪模様がなく、頭部と冠羽がキジ同様青緑色の個体や、逆に全体はキジのように青緑色であるが、首輪模様のある個体が観察される。

## 生態
山地から平地の林、農耕地、河川敷などの明るい草地に生息している。地上を歩き、主に草の種子、芽、葉などの植物性のものを食べるが、昆虫やクモなども食べる。繁殖期のオスは赤い肉腫が肥大し、縄張り争いのために赤いものに対して攻撃的になり、「ケーン」と大声で鳴き縄張り宣言をする。その際両翼を広げて胴体に打ちつけてブルブル羽音を立てる動作が、「母衣打ち（ほろうち）」と呼ばれている。メスは「チョッチョッ」と鳴く。子育てはメスだけが行う。地面を浅く掘って枯れ草を敷いた巣を作る。4-7月に6-12個の卵を産む。オスが縄張りを持ち、メスは複数のオスの縄張りに出入りするので乱婚の可能性が高い。非繁殖期には雌雄別々に行動する。夜間に樹の上で寝る。
飛ぶのは苦手だが、走るのは速い。スピードガン測定では時速32キロメートルを記録した。人体で知覚できない地震の初期微動を知覚できるため、人間より数秒速く地震を察知することができる。

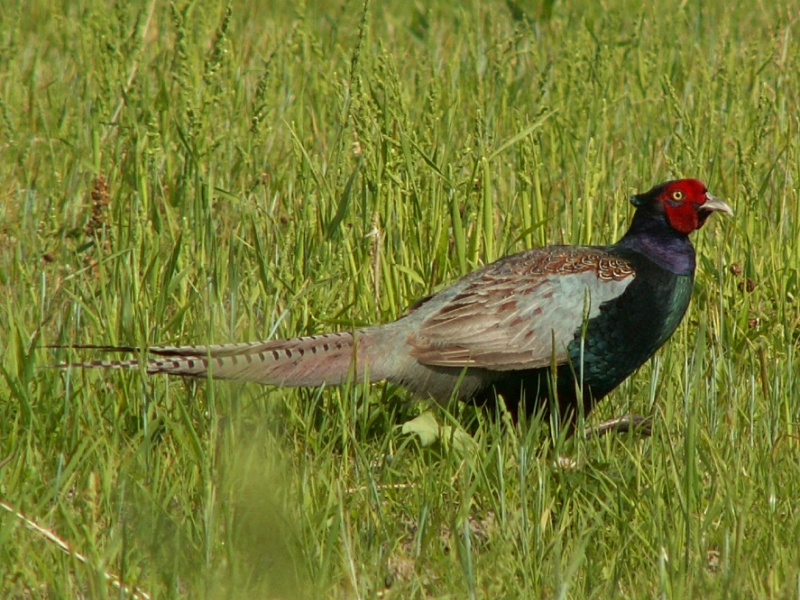
オス
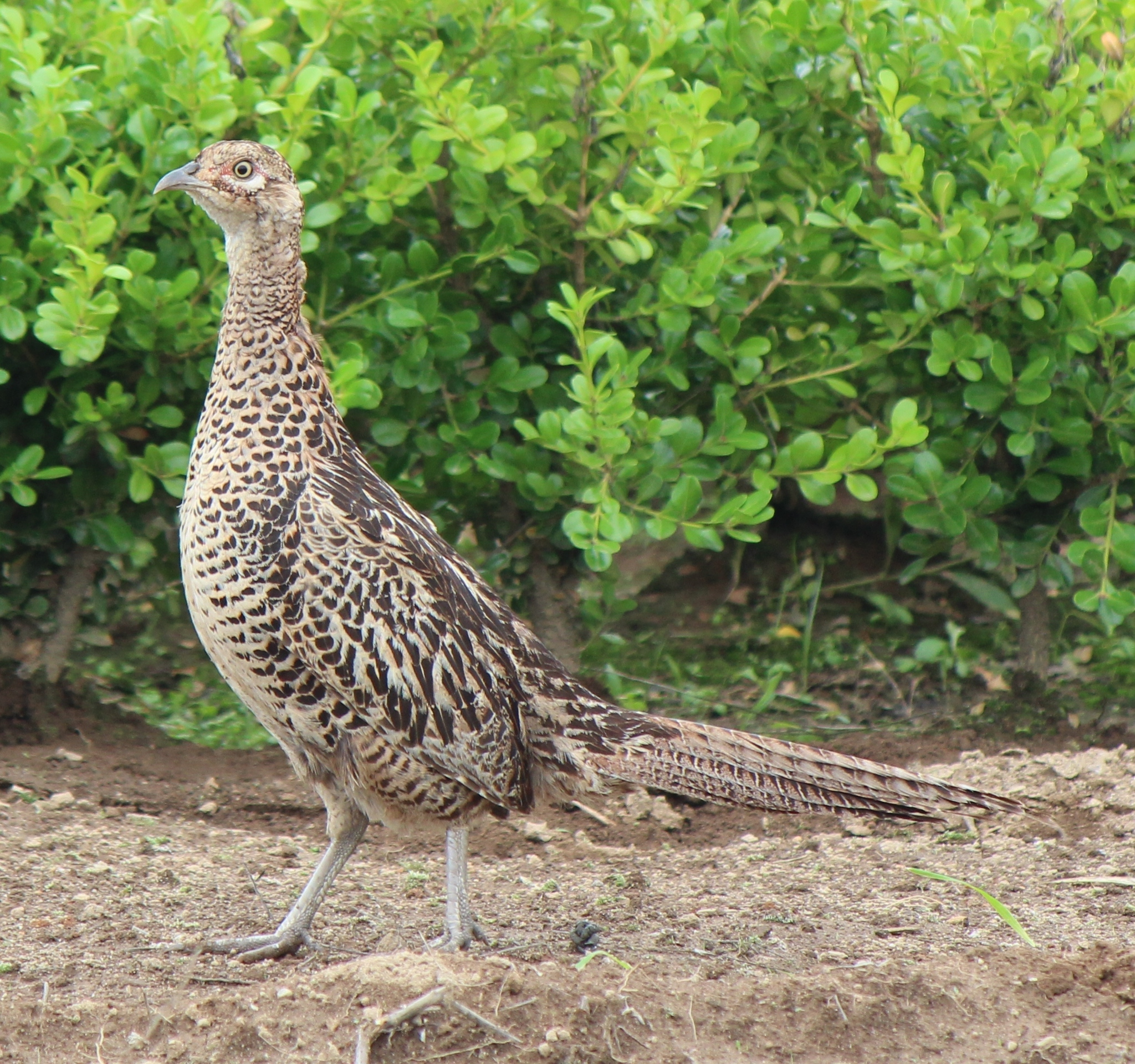
メス
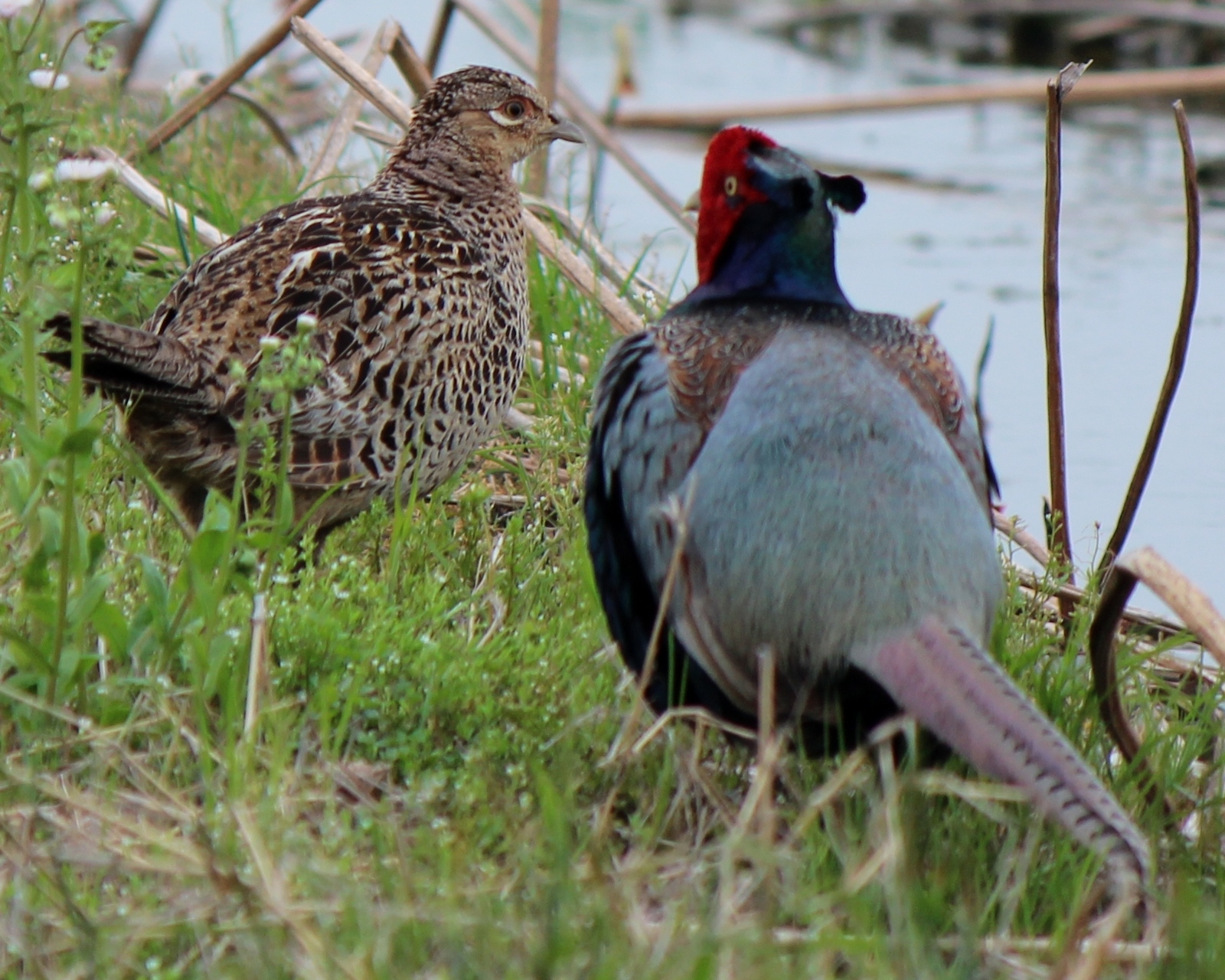
農地で草をついばむつがい
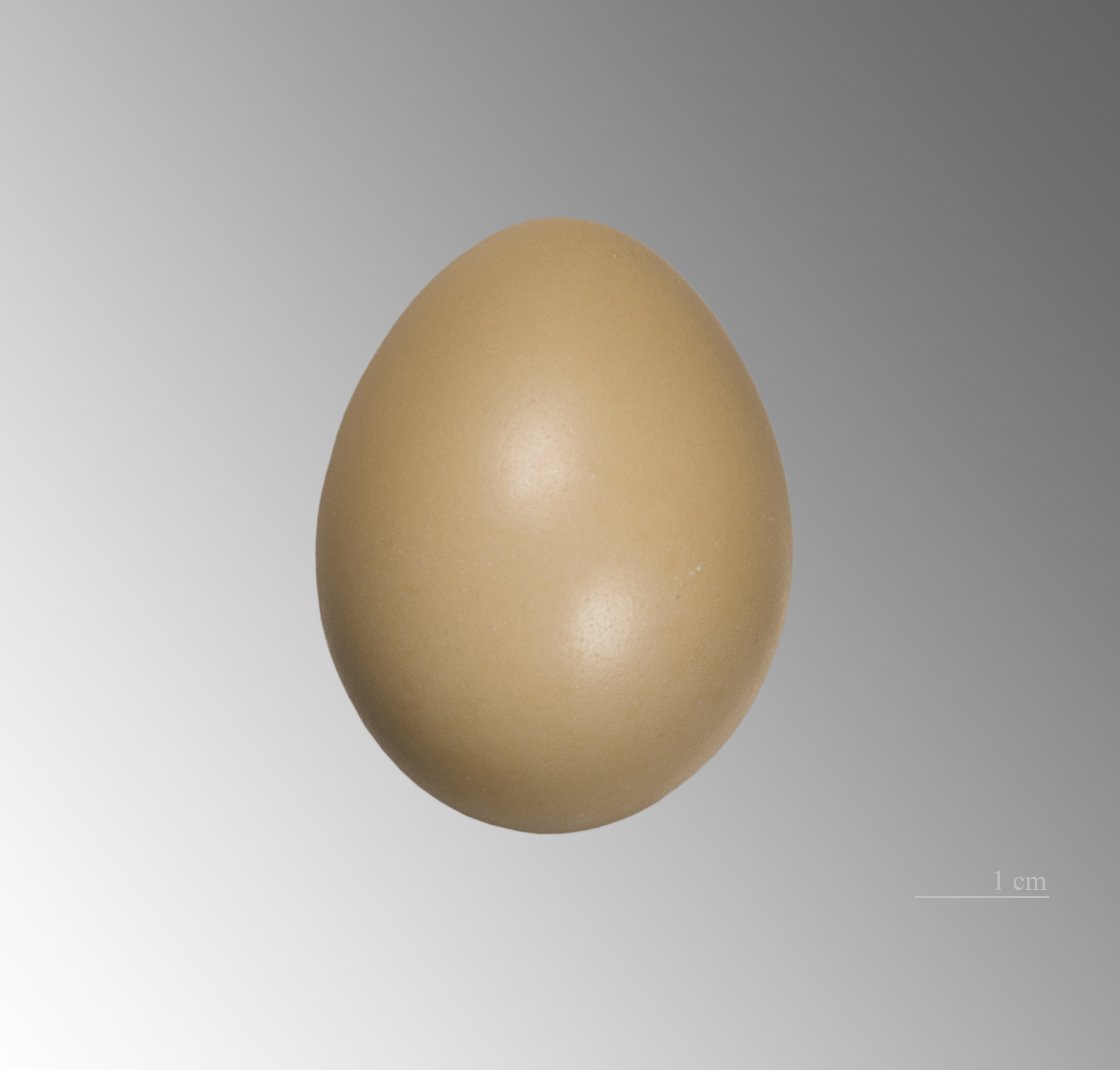
卵

## 放鳥
日本のキジは毎年、愛鳥週間や狩猟期間前などの時期に大量に放鳥される。2004年（平成16年）度には全国で約10万羽が放鳥され、約半数が鳥獣保護区・休猟区へ、残る半数が可猟区域に放たれている。2008年（平成20年）10月25日に那須御用邸で天皇と皇后が、キジとヤマドリの放鳥を行った。放鳥キジには足環が付いており、狩猟で捕獲された場合は報告する仕組みになっているが、捕獲報告は各都道府県ともに数羽程度で、一般的に養殖キジのほとんどが動物やワシ類などに捕食されていると考えられている。これはアメリカ合衆国などでも同様であり、その原因として放鳥場所に適切な草木などキジの生息環境が整えられていない点が挙げられている。しかしながら、少数ではあっても生き残る養殖キジはいるため、日本の元の亜種間で交雑が進み、亜種消滅を懸念する声もある。北海道と対馬ではコウライキジが放鳥されている。2002年の日本で農作物への被害額は、2,800万円程と推定されていて、カラスの41.6億円と比較すると少額である。大豆の出芽期に子葉を食べる被害が報告されている。

## 亜種

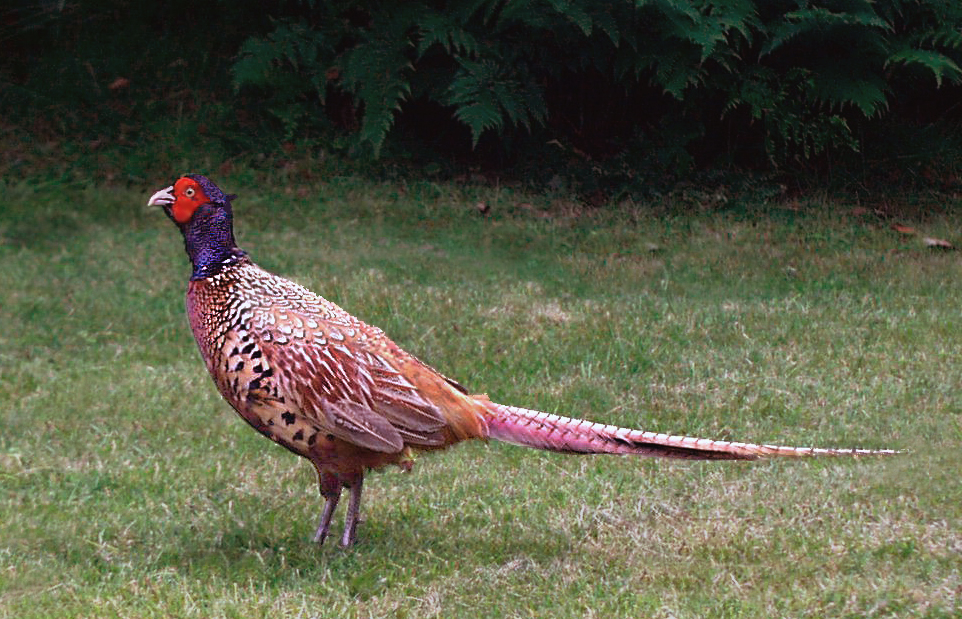
キジとコウライキジの交雑とみられる個体

以下の亜種がある。日本には地理的な変異による4亜種が分布されていたが、放鳥により亜種間の交配が進み差異が不明瞭になってきている。以下の亜種の記載者・記載年・和名・分布は日本鳥類目録 改定第7版に従うが、日本鳥類目録 改定第7版では種 P. versicolor ではなく種 P. colchicus として扱っており、日本国内の亜種の分布域は明瞭ではなく検討が必要としている。
Phasianus versicolor versicolor Vieillot, 1825 キュウシュウキジ
本州南西部、九州、五島列島
Phasianus versicolor robustipes Kuroda, 1919 キジ
本州北部、佐渡島
Phasianus versicolor tanensis Kuroda, 1919 シマキジ
本州（伊豆半島、紀伊半島、三浦半島）、伊豆大島、種子島、新島、屋久島
Phasianus versicolor tohkaidi Momiyama, 1922 トウカイキジ
本州中部、四国

## 種の保全状況評価
東京都で、レッドリストの指定を受けている（区部で絶滅危惧IB類、北多摩で絶滅危惧II類、南多摩と西多摩で準絶滅危惧）。日本で鳥獣保護法により狩猟鳥獣に指定されている。

## 名称
- 語源 - 瑰雉のよみからキジとなったことが語源とする説があり、「美しい鳥」を意味する[25]。
- 字源 - 「雉」という文字は、発音を表す「矢」に意味を示す「隹」を組みわせた形声文字である[26]。「矢のように飛ぶ鳥を意味する」と解釈されることがある[16]が、民間俗説に過ぎない。

## 食
キジは、鳥肉料理として焼いたり煮たりする料理の食材として古くから使用されており、四条流包丁書には「鳥といえば雉のこと也」と記されている。少なくとも平安時代頃から食されており、雉鍋、すき焼き、釜飯、雉そば、雉飯などが伝統的な調理法である。なお雉焼きは、キジが美味なのでこれになぞらえてこの名があるとされ、材料はキジ肉に限らず広く魚肉や鶏肉を用いる。
『大鏡』（11世紀末成立）に、藤原兼通（10世紀）が寝酒の肴（さかな）に「雉の生肉を好んだ」事が記述されており、高階業遠がこっそり雉を逃した話が出ている。仏教が普及している社会にあっても、雉肉が美味で食されていた事がわかる。
兼好法師の随筆『徒然草』（14世紀前半）第118段にも、最も品位の高い食用の鳥として言及されている。同書によれば、中世日本では天皇・皇后の御湯殿上（女官の詰め所および簡易的な調理場）の棚の上に、調理前の死体の姿で置くことを許された鳥はキジだけだった。ところが、あるとき、後醍醐天皇の中宮（正妃）である西園寺禧子の宮殿の御湯殿上の棚の上に、キジより品位の劣る雁の死体がそのままの姿で置かれていた。それを見てびっくりした元太政大臣の西園寺実兼（禧子の父親）は、娘の禧子に散々お小言を食らわせたという。
なお、きしめんの語源については諸説あるが、一説にキジ肉を入れた「きじめん」説がある。
民間療法・俗信として、「癇癪にはキジの黒焼きが効く」（山形県）、「黒焼きに白砂糖を混ぜると効く」（富山県）、「羽を焼いて塗ると耳の痛みが取れる」（愛知県）など、肉には効能が説かれる一方、「怪我の時にキジを食べると、怪我が治らなくなる・古傷が悪化する」とする俗信も見られ、卵に関しては、「キジの卵を食べると薬が効かなくなる」（福岡県）といわれる。

## 文化

### 元号
- 元号の「白雉」は白いキジが捕獲されたことを瑞兆として制定された。

### シンボル

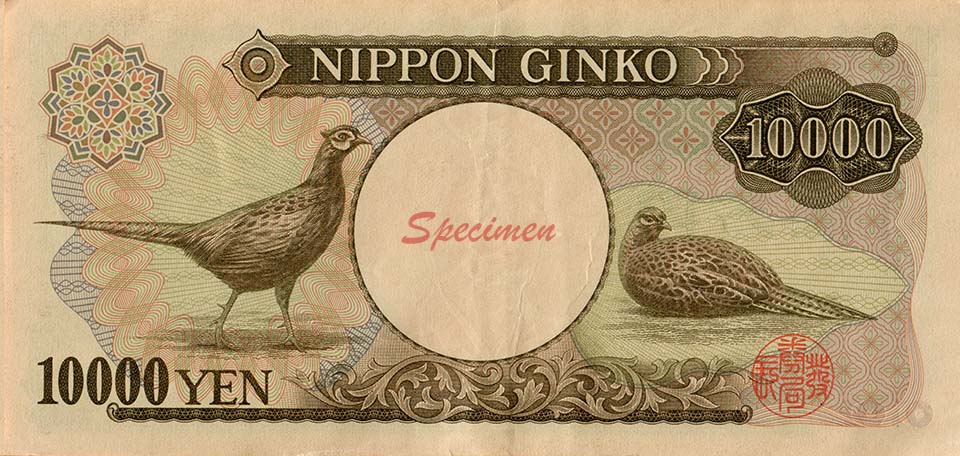
一万円紙幣D号券裏面

- 日本銀行券D壱万円券 - 昭和59年（1984年）発行の一万円紙幣D号券裏面にはキジがデザインされ、左側にオス、右側にメス（座り込んでいる様子）が描かれた[32]。
- 防衛省情報本部のエンブレムはキジを意匠としている。これは桃太郎の話の中では情報収集に活躍しており、情報本部の任務と相通じることからシンボルにふさわしいためという[33]。
- ファジアーノ岡山 - 岡山のサッカーJ1のチーム。ファジアーノはイタリア語でキジの意味で、地元の桃太郎伝説に由来する。
- ファジ丸 - ファジアーノ岡山のキジをイメージしたマスコットキャラクター

### 表現
- 「キジを撃つ」（キジ撃ち） - 男性が山中で大便や小便をする意味の隠語として登山者の間で使われている。物陰に隠れて用を足す姿勢がキジ猟を思わせることに由来するという[4]。ちなみに女性は「お花摘み」と表現される。これも女性の用足しのしゃがむ姿が草花の中で花を摘んでいる姿に見えるためである。大便と小便を区別する際にはそれぞれ「大キジ」「小キジ」と言い、この場合は男女関係ない表現となる[34]。
- ネコのキジトラは毛色がメスのキジと似ている事からの由来である。

### 俗信
- キジの鳴き声を地震の予兆とする俗信が全国的に見られ[35]、13世紀末の『塵袋』にも、「地震・雷の時に鳴く」と記され、『伯耆国風土記』の引用として、「震動時、鶏雉が鳴く」と記述している[35]。また、キジの夢を吉兆とする地域としては、和歌山県や広島県に見られるが、逆に青森県では、「キジの夢を見ると傷をする」といわれる[36]。

### 文学

#### 説話
- 桃太郎 - サル、イヌとともに登場する動物として広く知られている。
- 石川県や長野県の民話に登場し、「キジも鳴かずば、撃たれまいに」のシーンがある（犀川 (長野県)も参照）。

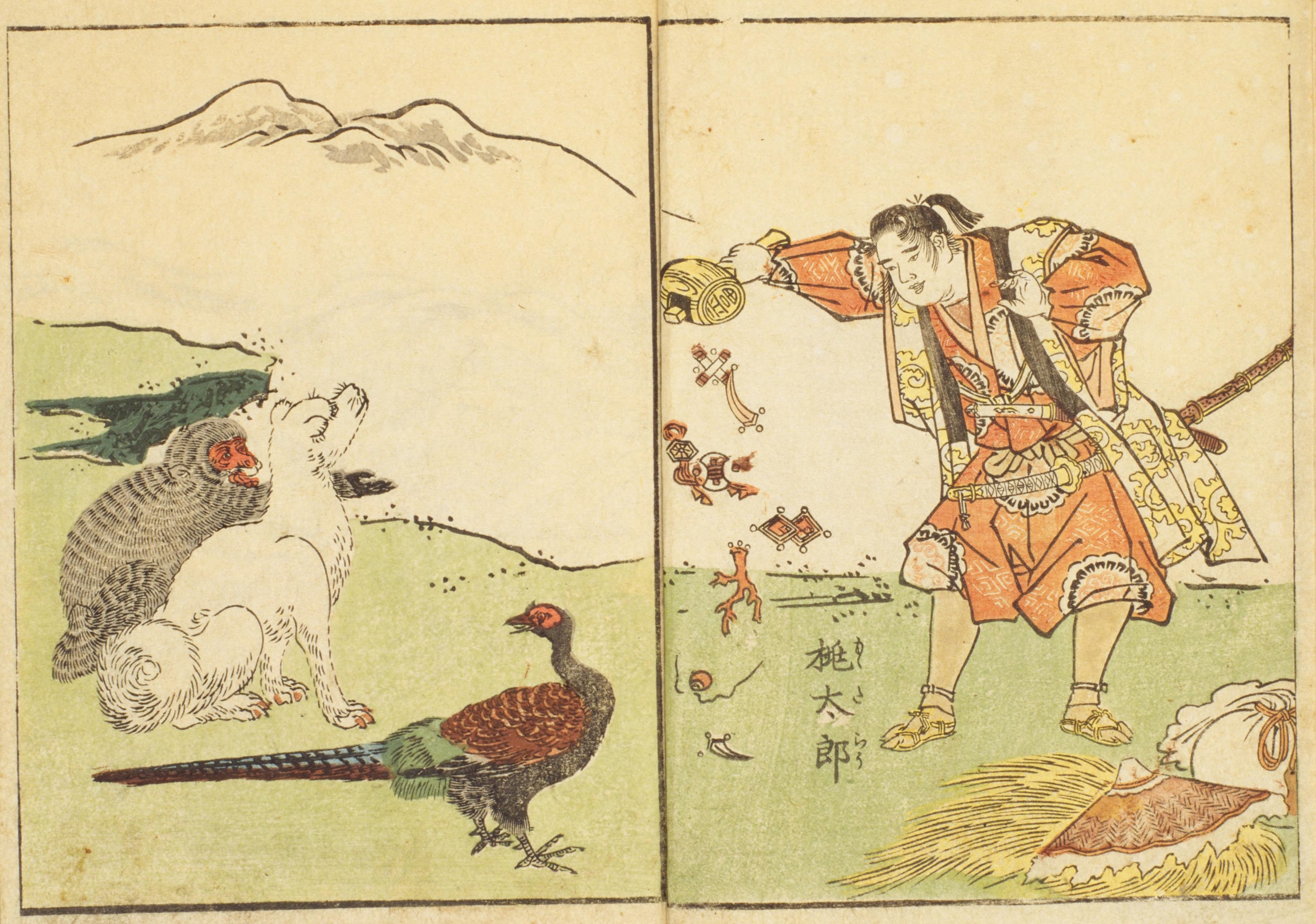
桃太郎のお供として描かれるキジ（画像左手前）。山東庵京伝（山東京伝）著『絵本宝七種』（蔦屋重三郎刊、1804年）より
撃ち落とされたキジを抱く娘の像（長野市）

#### 俳句・短歌・和歌
- 奈良時代から「雉」が『万葉集』で6首詠まれている[16]。
- 『徒然草』に「満開の紅梅の枝に鳥を一番添えて」との一文。この鳥は鷹狩りの報奨としての獲物のことで、雉は最も喜ばれた[37]。
- 「青山に鵺は鳴きぬ さ野つ鳥 雉はとよむ 庭つ鳥 鶏は鳴く」 - 『古事記』上巻歌謡二
- 「むさし野の雉子やいかに子を思うけぶりのやみに声まどうなり」 - 『夫木和歌抄』（後鳥羽院）
- 「父母の しきりに恋し 雉子の声」 - 1688年に松尾芭蕉が詠んだ句。
- 「春の野に若菜摘みつつ雉の声 きけば昔の思ほゆらくに」 - 『良寛歌集』（良寛）
- 「ものいわじ 父は長柄の人柱 鳴かずば雉も 射たれざらまし」 - 「長柄の人柱」にある短歌で、余計な一言で災いを招く事を示す「キジも鳴かずば射たれまい」のことわざの由来となっている。

#### ことわざなど
- 雉の草隠れ - 頭隠して尻隠さずと同じ意味
- 多勢に無勢、雉と鷹 - 弱いもの（キジ）と強いもの（タカ）を対比する言葉
- 焼け野の雉子、夜の鶴 - 親が子を思う気持ちをたとえたもの
- 雉を食えば三年の古傷も出る - 雉肉は脂肪が強いので3年前の古傷も膿をもつ
- 雉も鳴かずば撃たれまい - 余計なことを言ったために自ら不利益を招くことのたとえ[38]

このほか慣用句の「けんもほろろ」もキジの鳴き声に由来する。

## 自治体等のシンボル

### 国
- 日本 - 1947年（昭和22年）3月22日、日本鳥学会が国鳥として選定した。法によって定められたものではなく、また日本鳥学会は政府機関ではないため、非公式なものである。国鳥に選ばれた理由には、「メスは母性愛が強く、ヒナを連れて歩く様子が家族の和を象徴している」[5]、「オスの飛び立つ姿は力強く男性的」、「日本固有種であり、日本の象徴になっている」、「留鳥で１年中姿を見ることができ，また人里近くに生息する」、「姿態優美，羽色鮮やかで，鳥に関心を持つ人が好きになれる」、「大型で肉味が良い。狩猟の対象として日本では好適で、その狩猟はスポーツとして楽しめる」、「古事記・日本書紀といった古文献に、すでにキジの名で登場し、また桃太郎に登場する動物として子どもたちも知っている」、といったものであった[40]。

### 県
- 岩手県、岡山県

### 市区町村
括弧表記はかつて存在していた自治体。
東北地方
- 青森県：七戸町、（天間林村、南郷村）
- 岩手県：奥州市、二戸市、岩手町、（西根町、花泉町、衣川村）
- 宮城県：仙台市泉区、加美町、川崎町、村田町、柴田町、大衡村、（泉市）
- 秋田県：由利本荘市、（天王町、平鹿町、若美町）
- 福島県：新地町、古殿町、大玉村、西郷村、（滝根町、東和町、常葉町、大信村）

関東地方
- 茨城県：鹿嶋市、（美野里町、七会村）
- 栃木県：市貝町
- 群馬県：みどり市、甘楽町、東吾妻町、昭和村、（吾妻町、東村）
- 埼玉県：ふじみ野市、 滑川町、寄居町、（江南町）、鶴ヶ島市
- 千葉県：（夷隅町）
- 神奈川県：箱根町

中部地方
- 新潟県：（川西町、朝日村）
- 石川県：穴水町、（能登島町）
- 山梨県：（秋山村、明野村、足和田村）
- 長野県：立科町、青木村、大鹿村、（大岡村、北御牧村、坂北村）
- 静岡県：伊豆市
- 岐阜県：不破郡

近畿地方
- 三重県：伊賀市、（阿山町、嬉野町、関町）
- 滋賀県：米原市、（浅井町、石部町、永源寺町、山東町、秦荘町、土山町、能登川町、水口町）
- 京都府：福知山市、和束町、（丹波町、三和町）
- 大阪府：交野市
- 兵庫県：三田市、多可町、（八千代町、北淡町）

中国地方
- 岡山県：（哲西町、哲多町、備中町、吉井町）
- 広島県：（高野町）広島市安佐南区

四国地方
- 徳島県：（三加茂町）
- 愛媛県：（城川町）

九州地方
- 福岡県：篠栗町
- 長崎県：小値賀町、（有川町、玉之浦町）
- 大分県：国東市
- 熊本県：阿蘇市、（御所浦町、波野村）
- 宮崎県：（東郷町、南郷町）